# Marvel Omul Păianjen
Marvel Omul Păianjen (în engleză Marvel's Spider-Man, de asemenea cunoscut simplu ca Omul Păianjen), este un serial de televiziune animat american bazat pe supereroul Omul Păianjen din benzile desenate publicate de Marvel Comics. Serialul este un înlocuitor pentru serialul anterior, Senzaționalul Om Păianjen, și a avut premiera pe 19 august 2017 pe Disney XD, iar finalul a fost difuzat pe 25 octombrie 2020.
În România, serialul a fost difuzat pe Disney Channel.

## Acțiune
Adolescentul Peter Parker capătă super puteri de păianjen după ce este mușcat de un păianjen radioactiv în timpul unei excursii la școala la Oscorp. După moartea unchiului său Ben, Peter decide să-și folosească noile puteri pentru bine și devine un super erou cunoscut ca Omul Păianjen, învățând să pună în echilibru lupta sa împotriva crimei și viața de student la Liceul Horizon, o școală pentru genii.

## Personaje

### Personaje principale
- Peter Parker / Omul Păianjen - un adolescent care a căpătat puteri de păianjen, pe care le folosește în lupta împotriva răului.
- Gwen Stacy / Păianjenul Gwen - o colegă de-a lui Peter de la Liceul Horizon și nepoata lui Raymond Waren. Ea dezvoltă de asemenea puteri de păianjen după ce este expusă la gazul cu ADN de păianjen a Jackalului și devine o eroină cunoscută ca Păianjenul Gwen. Spre deosebire de Peter, ea nu își ascunde identitatea și, după o află pe cea a acestuia, promite să o țină secretă.
- Miles Morales - un coleg de-al lui Peter de la Liceul Horizon care capătă de asemenea puteri de păianjen după ce este mușcat de un păianjen radioactiv creat de Jackal. Peter îl antrenează să devină super erou și, după ce Miles îi află identitatea secretă, promite să o țină secretă.
- Anya Corazon - o colegă de-a lui Peter de la Liceul Horizon.
- Harry Osborn / Spiridușul - fiul lui Norman Osborn și cel mai bun prieten al lui Peter. La finalul sezonului 1, el află identitatea secretă a acestuia și primește o armură de luptă de la tatăl său care îl trimite să scape de Omul Păianjen, considerându-l o amenințare. Totuși, Harry îl ajută în schimb pe Peter și devine noul său partener în lupta împotriva răului. După ce Norman ia armura și încearcă să-l omoare pe Omul Păianjen, dorindu-și ca fiul său să fie singurul erou din oraș, Harry se aliază din nou cu prietenul său și îl ajută să-i învingă tatăl, care aparent moare într-o explozie. După toate acestea, Harry își înlocuiește tatăl și devine noul CEO al Oscorp-ului.
- May Parker - mătușa lui Peter. El locuiește împreună cu aceasta.
- Max Modell - un om de știință celebru și directorul Liceului Horizon.

### Răufăcători
- Norman Osborn - tatăl lui Harry și CEO-ul Oscorp-ului. După ce Harry este suspendat de la Liceul Horizon, el înființează Academia Osborn, o altă școală dedicată geniilor (deși este dezvăluit că el l-a angajat pe Spencer Smythe, care a fost responsabil pentru suspendarea lui Harry, Norman dorind să-și convingă fiul să se alăture școlii sale). În timpul sezonului 1, Norman recrutează diverși inamici de-ai Omului Păianjen să-l ajute să-l învingă atât pe acesta, cât și pe Jackal. După ce Doctorul Caracatiță îl trădează și formează Cei Cinci Ticăloși, Norman aparent moare când laboratorul său se prăbușește peste el. Totuși, este mai târziu dezvăluit că Norman a supraviețuit și este primul dintre oamenii-păianjeni infectați de Jackal, devenind Regele-Păianjen. După ce el și întregul oraș sunt salvați de Omul Păianjen și aliații săi, Norman îi încredințează lui Harry o armură cu care să-l distrugă definitiv pe Omul Păianjen, dar acesta alege să-și ajute în schimb prietenul. După ce Harry și Omul Păianjen îl înving, Norman moare în urma unei explozii și Harry îl înlocuiește în calitate de CEO al Oscorp-ului.
- Raymond Warren / Jackalul - unchiul lui Gwen Stacy și un răufăcător care se poate transforma într-un monstru verde. El fură diverse aparate și tehnologie pentru un plan secret, dar este arestat de către Omul Păianjen. Totuși, este dezvăluit că Jackalul și-a înscenat arestarea, fiind încă în libertate, și că el a ceeat păianjenul care le-a dat lui Peter și Miles puterile, dorind să creeze o întreagă armată de oameni-păianjeni. El transformă aproape întreaga populație a orașului în oameni-păianjeni mutanți, dar este oprit de către Omul Păianjen și aliații săi.
- Otto Octavius / Doctorul Caracatiță - un fost profesor de la Liceul Horizon care în urma unui accident a fost fuzionat cu cele patru tentacule mecanice ale sale. Omul Păianjen a încercat să-l învețe să fie erou, dar a fost în schimb recrutat de către Norman Osborn la Academia Osborn. Totuși, Doctorul Caracatiță îl trădează  rapid pe Norman și devine un răufăcător, formând împreună cu ceilalți recruți ai lui Norman, pe care îi controlează mental, Cei Cinci Ticăloși. Aceștia sunt în cele din urmă opriți de către Omul Păianjen și Spiriduș la finalul sezonului 1.

## Episoade
| Premiera originală        | Premiera în România | N/o | Titlu român              | Titlu englez                      |
| ------------------------- | ------------------- | --- | ------------------------ | --------------------------------- |
|                           |                     |     |                          |                                   |
| PRIMUL SEZON              |                     |     |                          |                                   |
|                           |                     |     |                          |                                   |
| 24.07.2017                |                     | 1   | Origine                  | Origin                            |
|                           |                     |     |                          |                                   |
| 19.08.2017                |                     | 2   | Liceul Horizon           | Horizon High                      |
| 19.08.2017                | 3                   |     | Liceul Horizon           | Horizon High                      |
|                           |                     |     |                          |                                   |
| 26.08.2017                |                     | 4   | Academia Osborn          | Osborn Academy                    |
|                           |                     |     |                          |                                   |
| 02.09.2017                |                     | 5   | O zi din viață           | A Day in the Life                 |
|                           |                     |     |                          |                                   |
| 02.09.2017                |                     | 6   | Animale de petrecere     | Party Animals                     |
|                           |                     |     |                          |                                   |
| 16.09.2017                |                     | 7   | Omul-Nisip               | Sandman                           |
|                           |                     |     |                          |                                   |
| 16.09.2017                |                     | 8   | Relație simbiotică       | Symbiotic Relationship            |
|                           |                     |     |                          |                                   |
| 16.09.2017                |                     | 9   | Stark Expo               | Stark Expo                        |
|                           |                     |     |                          |                                   |
| 23.09.2017                |                     | 10  | Incredibilul Om-Păianjen | Ultimate Spider-Man               |
|                           |                     |     |                          |                                   |
| 30.09.2017                |                     | 11  | Vânătoarea lui Kraven    | Kraven's Amazing Hunt             |
|                           |                     |     |                          |                                   |
| 07.10.2017                |                     | 12  | Lună de Halloween        | Halloween Moon                    |
|                           |                     |     |                          |                                   |
| 14.10.2017                |                     | 13  | Omul-Păianjen pe gheață  | Spider-Man on Ice                 |
|                           |                     |     |                          |                                   |
| 21.10.2017                |                     | 14  | Venin                    | Venom                             |
|                           |                     |     |                          |                                   |
| 28.10.2017                |                     | 15  | Obraznica Live           | Screwball Live                    |
|                           |                     |     |                          |                                   |
| 21.01.2018                | 23.06.2018          | 16  | Doc Ock este un erou     | The Rise of Doc Ock               |
| 21.01.2018                | 30.06.2018          | 17  | Doc Ock este un erou     | The Rise of Doc Ock               |
| 28.01.2018                | 07.07.2018          | 18  | Doc Ock este un erou     | The Rise of Doc Ock               |
| 28.01.2018                | 14.07.2018          | 19  | Doc Ock este un erou     | The Rise of Doc Ock               |
|                           |                     |     |                          |                                   |
| 04.02.2018                | 21.07.2018          | 20  | Insula Păianjenilor      | Spider-Island                     |
| 04.02.2018                | 28.07.2018          | 21  | Insula Păianjenilor      | Spider-Island                     |
| 11.02.2018                | 04.08.2018          | 22  | Insula Păianjenilor      | Spider-Island                     |
| 11.02.2018                | 11.08.2018          | 23  | Insula Păianjenilor      | Spider-Island                     |
| 11.02.2018                | 18.08.2018          | 24  | Insula Păianjenilor      | Spider-Island                     |
|                           |                     |     |                          |                                   |
| 18.02.2018                | 25.08.2018          | 25  | Spiridușul               | The Hobgoblin                     |
| 18.02.2018                | 01.09.2018          | 26  | Spiridușul               | The Hobgoblin                     |
|                           |                     |     |                          |                                   |
| SEZONUL 2                 |                     |     |                          |                                   |
|                           |                     |     |                          |                                   |
| 18.06.2018                |                     | 27  | '                        | How I Thwipped My Summer Vacation |
|                           |                     |     |                          |                                   |
| 18.06.2018                |                     | 28  | '                        | Take Two                          |
|                           |                     |     |                          |                                   |
| 25.06.2018                |                     | 29  | '                        | Between an Ock and a Hard Place   |
|                           |                     |     |                          |                                   |
| 02.07.2018                |                     | 30  | '                        | Rise Above It All                 |
|                           |                     |     |                          |                                   |
| 09.07.2018                |                     | 31  | '                        | School of Hard Knocks             |
|                           |                     |     |                          |                                   |
| 16.07.2018                |                     | 32  | '                        | Dead Man's Party                  |
|                           |                     |     |                          |                                   |
| 23.07.2018                |                     | 33  | '                        | Venom Returns                     |
|                           |                     |     |                          |                                   |
| 30.07.2018                |                     | 34  | '                        | Bring on the Bad Guys             |
| 30.07.2018                | 35                  |     | '                        | Bring on the Bad Guys             |
| 06.08.2018                |                     | 36  | '                        | Bring on the Bad Guys             |
| 06.08.2018                | 37                  |     | '                        | Bring on the Bad Guys             |
|                           |                     |     |                          |                                   |
| 13.08.2018                |                     | 38  | '                        | Brain Drain                       |
|                           |                     |     |                          |                                   |
| 13.08.2018                |                     | 39  | '                        | The Living Brain                  |
|                           |                     |     |                          |                                   |
| 08.09.2019                |                     | 40  | '                        | The Day Without Spider-Man        |
|                           |                     |     |                          |                                   |
| 15.09.2019                |                     | 41  | '                        | My Own Worst Enemy                |
|                           |                     |     |                          |                                   |
| 22.09.2019                |                     | 42  | '                        | Critical Update                   |
|                           |                     |     |                          |                                   |
| 29.09.2019                |                     | 43  | '                        | A Troubled Mind                   |
|                           |                     |     |                          |                                   |
| 06.10.2019                |                     | 44  | '                        | Cloak and Dagger                  |
|                           |                     |     |                          |                                   |
| 13.10.2019                |                     | 45  | '                        | Superior                          |
|                           |                     |     |                          |                                   |
| 20.10.2019                |                     | 46  | '                        | Brand New Day                     |
|                           |                     |     |                          |                                   |
| 27.10.2019                |                     | 47  | '                        | The Cellar                        |
|                           |                     |     |                          |                                   |
| 03.11.2019                |                     | 48  | '                        | The Road to Goblin War            |
|                           |                     |     |                          |                                   |
| 10.11.2019                |                     | 49  | '                        | Goblin War                        |
| 17.11.2019                |                     | 50  | '                        | Goblin War                        |
| 24.11.2019                |                     | 51  | '                        | Goblin War                        |
| 01.12.2019                |                     | 52  | '                        | Goblin War                        |
|                           |                     |     |                          |                                   |
| SEZONUL 3 - MAXIMUM VENOM |                     |     |                          |                                   |
|                           |                     |     |                          |                                   |
| 19.04.2020                |                     | 53  | '                        | Web of Venom                      |
|                           |                     |     |                          |                                   |
| 17.05.2020                |                     | 54  | '                        | Amazing Friends                   |
|                           |                     |     |                          |                                   |
| 21.06.2020                |                     | 55  | '                        | Vengeance of Venom                |
|                           |                     |     |                          |                                   |
| 16.08.2020                |                     | 56  | '                        | Spider-Man Unmasked               |
|                           |                     |     |                          |                                   |
| 27.09.2020                |                     | 57  | '                        | Generations                       |
|                           |                     |     |                          |                                   |
| 25.10.2020                |                     | 58  | '                        | Maximum Venom                     |

## Legături externe
- Marvel Omul Păianjen la Internet Movie Database
- Marvel Omul Păianjen la TV.com